# Ostrzeszów-Pustkowie
Ostrzeszów-Pustkowie – osada w Polsce położona w województwie wielkopolskim, w powiecie ostrzeszowskim, w gminie Ostrzeszów około 3 km od Ostrzeszowa.
W latach 1975–1998 miejscowość administracyjnie należała do województwa kaliskiego.
Zobacz też: Ostrzeszów